# Мішньов Анатолій Кирилович
Мішньов Анатолій Кирилович (нар. 12 березня 1943) — доцент, кандидат біологічних наук, завідуючий кафедри Сумського сільськогосподарського інституту.

## Біографія
Анатолій Мішньов народився 12 березня 1943 року у селищі Введенка Чугуївського району Харківської області.
Протягом 1949-1959 років навчався у Введєнській середній школі Чугуївського району Харківської області.
Протягом 1959-1962 років працював слюсарем Харківського заводу Опалювально-вентиляційного обладнання (нині Харківський завод кондиціонерів).
З 1962 по 1965 роки служба в армії в Німецькій демократичній республіці.
З 1965 по 1970 роки навчався на факультеті захисту рослин Харківського сільськогосподарського інституту ім. В. В. Докучаєва.
З 1970 по 1977 роки працював молодшим науковим співробітником, старшим науковим співробітником з науково-господарської теми в Харківському сільськогосподарському інституті.
З 1971 по 1975 роки навчався в аспірантурі Харківського сільськогосподарського інституту.
У 1975 році захистив кандидатську дисертацію на тему «Вишневий суспільний пильщик в умовах Харківської та Белгородської областей».
З 1977 по 1978 роки працював головним агрономом радгоспу «Перемога» Харківського району, Харківської області.
У 1977 році Анатолію Кириловичу присуджено вчений ступінь кандидата біологічних наук.
Протягом 1978-1979 років працював старшим співробітником з науково-господарської теми Харківського сільськогосподарського інституту.
У 1979 році асистент, старший викладач кафедри ботаніки та сільськогосподарських дисциплін Сумської філії Харківського сільськогосподарського інституту ім. В. В. Докучаєва (нині Сумський національний аграрний університет).
З 1979 по 2004 роки декан агрономічного факультету Сумського сільськогосподарського інституту.
У 1982 році працював доцентом кафедри рослинництва Сумського сільськогосподарського інституту.
З 1987 по 2008 роки доцент, завідуючий кафедри рослин Сумського сільськогосподарського інституту.
У 2003 році Анатолію Кириловичу присвоєно почесне звання «Ветеран праці».
У 2004 році присвоєно почесне звання «Заслужений викладач» Сумського національного аграрного університету.